# Operazione Cold Comfort
Durante la seconda guerra mondiale, l'operazione Cold Comfort fu un raid fallito da parte dello Special Air Service (SAS) e che ha avuto inizio con un lancio di paracadute a nord di Verona il 17 febbraio 1945.
La squadra sciistica era composta da 12 uomini sotto il comando del capitano Littlejohn. Tutte le loro attrezzature sono arrivate in un'ampia zona e i paracadutisti si sono ritrovati in una zona dove le persone lì trovate erano essenzialmente di natura tedesca, quindi ostili. La loro missione era di bloccare mediante una frana una delle principali linee ferroviarie, ovvero quella che passa per il passo del Brennero, per poter ottenere un effetto drammatico sulla rinforzi tedeschi verso il sud.
Gli uomini trascorsero la maggior parte del loro tempo in clandestinità e tutti i tentativi di rifornimenti e rafforzi per via aerea non hanno avuto successo. Il capitano Littlejohn e il caporale Crowley furono catturati e giustiziati sotto l'Ordine Commando di Adolf Hitler.
Alla fine, il 31 marzo la situazione era peggiorata al punto tale che un'estrazione fu ordinata per la parte restante del gruppo.